# Eriococcus barri
Eriococcus barri är en insektsart som först beskrevs av Miller 1991.  Eriococcus barri ingår i släktet Eriococcus och familjen filtsköldlöss. Inga underarter finns listade i Catalogue of Life.